# Cozyptila blackwalli
Cozyptila blackwalli là một loài nhện trong họ Thomisidae.
Loài này thuộc chi Cozyptila. Cozyptila blackwalli được Eugène Simon miêu tả năm 1875.